# Mehit
Mehit (egipčansko Mḥjt) je bila staroegipčanska  boginja. 
V zgodnjem dinastičnem obdobju  so jo upodabljali  kot levinjo s tremi ukrivljenimi palicami, ki so štrlele  iz njenega hrbta.  V tem obdobju se je pojavljala na številnih dinastičnih pečatih in slonokoščenih predmetih, običajno skupaj  s svetiščem Gornjega Egipta. Glavni središči  njenega čaščenja sta bil  Hierakonpolis in Tinis.
Mehit je bila žena boga lova Anhurja ali Onurisa, katerega so častili v Tinisu. Različna besedila menjajo mit, da je Anhur zasledoval  Mehit v Nubijo in  jo pripeljal v Egipt kot svojo ženo. Ta dogodek je osnova Anhurjevega imena, kar pomeni prinašanje oddaljenega. Kasnejši viri to zgodbo enačijo z mitom o Daljnji boginji, v katerem se Rajevo oko, sončno božanstvo, ki je lahko privzelo podobo različnih boginj, pobegnilo od svojega očeta Raja, ki je poslal enega od svojih bogov, da jo reši. V inačici z Anhurjem in Mehit  je Anhur poistoveten s Šujem, Mehit pa s Hator-Tefnut, Šujevo mitološko sestro in ženo. Ker sta  Šu  in Tefnut včasih predstavljala sonce in luno, je Mehit lahko predstavljala tudi polno luno. Njena vrnitev na pravo mesto  bi tako lahko pomenila obnovo Horovega očesa, simbola lune in božjega reda v vesolju.
Geraldine Pinch domneva,  da bi Daljnja boginja  izvorno lahko bila poosebljenje divje Nubijske puščave, katere mit se je vključil v kompleks mitov, ki so obdajali Horovo oko. Angleški egiptolog Toby Wilkinson trdi, da bi v zgodnjem dinastičnem obdobju lahko bila boginja zaščitnica, povezana s svetimi mesti.